# Edgar Arndt
Pour les articles homonymes, voir Arndt.
Edgar Arndt (1er juillet 1892 à Lissa en province de Posnanie) - 27 août 1944 au château de Crogny, France) est un général (Generalmajor) allemand qui a servi au sein de la Heer dans la Wehrmacht pendant la Seconde Guerre mondiale et qui a été exécuté par la Résistance lors de la Libération en août 1944.

## Biographie
Il est né le 1er juillet 1892 dans la province de Posnanie. Cadet de quatre garçons, Edgar Arndt est le fils du secrétaire en chef des chemins de fer et conseiller comptable Albert Johann Arndt et de son épouse Henriette Anna Emilie, née Paulini. Il s'engage le 20 septembre 1911 dans l'armée prussienne en tant que porte-drapeau. Il est affecté au 4e régiment de grenadiers à Rastenbourg. Pendant la Première Guerre mondiale, il sert sur le front russe où il contracte la malaria.
Il est mis à la retraite le 31 janvier 1932 et est versé dans le corps des « L-Offiziere », puis à partir de 1937, dans le corps de « E-Offiziere ». Il est à nouveau mobilisé le 1er mars 1940 et nommé général de brigade (generalmajor) le 1er juillet 1943.
Le 30 juillet 1943, il reçoit le commandement de la 708e division d’infanterie. Celle-ci basée à Bordeaux fait partie de la 1re Armée celle du maréchal Erwin Rommel et est chargée de la protection du Mur de l’Atlantique.
Le 13 août 1944, l’état-major de la 1re armée est appelé du golfe de Gascogne vers le nord pour assumer la direction du front qui s’étend entre la Seine et la Loire dans la région d’Orléans. La 708e Division d’infanterie passe alors sous un autre commandement.
Le colonel Sternkopf, qui commande la garnison allemande de Périgueux accepte des contacts avec la résistance. Le haut commandement inquiet dépêcha le général major Arndt, pour reprendre les choses en main il arrive le 9 août 1944, il nomme le lieutenant-colonel Von Renteln, qui sera commandant de la garnison. Arndt ne sejournera que trois jours à Périgueux, il fait grief au colonel Sternkopf et le capitaine et chef de la Gestapo Michaël Hambrecht de pas avoir fait fusillés assez otages. Il ordonnera à la caserne 35e régiment d'artillerie de la caserne Daumesnil que des otages soit fusillés. En tout 45 otages sont exécutés. Après le départ de l'occupant, le 24 août 1944, commencèrent les exhumations des corps des fusillés au moment du défilé de la victoire avec les chefs résistants Roger Ranoux, Édouard Valéry, Yves Péron, André Urbanovitch et d'autres...
La division effectuant sa retraite, le général quitte Bordeaux le 13 août 1944.
Le 18 août, il est momentanément nommé commandant de la place de Montargis. À l’arrivée des troupes américaines au matin du 23 août, il décroche vers l’est à bord d'une Mercedes. Après voir traversé Vauchassis, un barrage contraint le véhicule à prendre la direction de Bouilly. À la sortie, une herse crève les pneus et la voiture s’immobilise sur le bas-côté. Les quatre occupants s’enfuient à travers champs vers la forêt proche. Il est finalement capturé le 24 août 1944 ainsi que 2 de ses camarades, Hauptmann Wilhelm Schöps et Oberleutnant Arthur Jordan, par le détachement FFI du colonel "Montcalm" (Émile Alagiraude)". Ils sont exécutés le 27 août 1944 au château de Crogny sur la commune de Les Loges-Margueron les trois prisonniers sont un temps considérer comme une monnaie d'échange avec le commandant allemand de Troyes le général Von Schramm mais se fut abandonné. Cette exécution survient en représailles au massacre de Buchères perpétré par la 51e brigade de Panzergrenadiers SS sous le commandement de Walter Jockel puis autre événement la libération de Troyes par les armées alliées du général Georges Patton dirigé par le colonel Clarke. Le lieu exact de leur sépulture est inconnu mais est situé dans le parc du château de Crogny.

## Décorations
- Croix de fer (1914)
  - 2e Classe
  - 1re Classe
- Croix hanséatiques  de Hambourg et de Lübeck
- Insigne des blessés (1918)
  - en Argent
- Croix d'honneur
- Agrafe de la croix de fer (1939)
  - 2e classe
  - 1re classe
- Médaille de service de longue durée de la Wehrmacht 1re Classe